# Alice nel Paese delle Meraviglie (serie animata)
Alice nel Paese delle Meraviglie (ふしぎの国のアリス?, Fushigi no Kuni no Arisu) è una serie televisiva anime prodotta da Nippon Animation e Apollo Film e ispirata molto liberamente al romanzo Le avventure di Alice nel Paese delle Meraviglie di Lewis Carroll.

## Personaggi
I personaggi che compaiono in queste avventure sono il Bruco Blu, che vive sopra un fungo a fumare una pipa e sa fare molte magie (per esempio può far rimpicciolire o crescere Alice di dimensione, donandole un pezzo del suo fungo) ed è l'informatore ufficiale del Paese delle Meraviglie, il Ghignagatto (con il potere di sparire e riapparire in questo o quel luogo o di rendere visibile solo alcune parti del suo corpo a suo piacimento), la lucertola Little Bill, il Cappellaio, la Lepre, il Ghiro, i gemelli Ciccia Pappa e Pappa Ciccia (in continuo conflitto tra loro), l'uovo parlante e dotato di arti Humpy Dumpy, ma soprattutto la regina di Cuori, sovrana del regno (piuttosto tiranna, ma più simpatica rispetto al romanzo originale e alle altre serie animate di Alice nel paese delle Meraviglie). Questa è sposata con il Re di Cuori (che si fa mettere sempre i piedi in testa dalla moglie per la sua mancanza di autorità maschile) e suo figlio è il Fante di Cuori (un bambino piuttosto goffo). Ha al suo seguito un esercito di soldati dotati di carte da gioco di cuori al posto del ventre, di cui si serve per portare in prigione questo o quell'abitante del Paese delle Meraviglie (nei primi tempi minacciava di tagliar loro la testa, fino a quando la ghigliottina non si è rotta). Al suo servizio ha anche il Jolly (anch'esso con la carta da gioco in luogo del ventre, con impressa una J), che funge da menestrello, buffone di corte e consigliere del Re di Cuori. L'araldo di corte è il coniglio bianco, che oltretutto è lo zio di Benny Bunny, il coniglio della bambina protagonista, che parla e indossa una salopette rossa, ma soltanto quando la bimba sogna di essere nell'incantato paese. Quando Alice si risveglia, si trova a tirare in ballo situazioni appena sognate nel paese delle meraviglie, lasciando stupiti i presenti.

## Colonna sonora
Tema di apertura originale
- Yumemiru Wonderland (夢みるワンダーランド?, Yumemiru Wandārando, let. "Sognando il Paese delle meraviglie") interpretata da Tarako

Tema di chiusura originale
- Nazonazo yume no kuni (ナゾナゾ夢の国? let. "Misterioso paese dei sogni") interpretata da Tarako

Tema di apertura e chiusura italiano
- Alice nel Paese delle Meraviglie, musica di Giordano Bruno Martelli, testo di Alessandra Valeri Manera, interpretata da Cristina D'Avena[1]

## Doppiaggio
Il doppiaggio italiano è stato effettuato presso la Merak Film sotto la direzione di Federico Danti e Augusto Di Bono.
| Personaggio     | Voce giapponese | Voce italiana       |
| --------------- | --------------- | ------------------- |
| Alice           | TARAKO          | Debora Magnaghi     |
| Coniglio Bianco | Kenichi Ogata   | Pietro Ubaldi       |
| Regina Paola    |                 | Grazia Migneco      |
| Re di cuori     |                 | Adolfo Fenoglio     |
| Regina di cuori | Noriko Uemura   | Tullia Piredda      |
| Bruco Bleu      |                 | Secondo De Giorgi   |
| Benny Bunny     | Masako Nozawa   | Graziella Porta     |
| Mamma di Alice  |                 | Valeria Falcinelli  |
| Papà di Alice   |                 | Orlando Mezzabotta  |
| Celia           |                 | Dania Cericola      |
| Florence        |                 | Nicoletta Ramorino  |
| Signora Spice   |                 | Angela Cicorella    |
| Humpy Dumpy     |                 | Federico Danti      |
| Topo            |                 | Paolo Torrisi       |
| Annie           |                 | Donatella Fanfani   |
| Mabel           |                 | Daniela Fava        |
| Duchessa        |                 | Lidia Costanzo      |
| Pappa Ciccia    |                 | Gianfranco Gamba    |
| Unicorno        |                 | Antonello Governale |
| Sprizzafuoco    |                 | Pietro Ubaldi       |

## Episodi
| Nº | Titolo italiano Giapponese 「Kanji」 - Rōmaji                               | In onda           | In onda |
| Nº | Titolo italiano Giapponese 「Kanji」 - Rōmaji                               | Giapponese        |         |
| 1  | Il coniglietto nel cappello 「アリスとベニー」 - arisu to beni              | 10 ottobre 1983   |         |
| 2  | La caduta nel buco del coniglio 「ラビットホール」 - rabittohoru            | 17 ottobre 1983   |         |
| 3  | Il mare di lacrime 「涙の海のアリス」 - namida no umi no arisu              | 24 ottobre 1983   |         |
| 4  | Correre in compagnia 「コーカス・レース」 - kokasu. resu                    | 31 ottobre 1983   |         |
| 5  | La casa del coniglio bianco 「でっかいアリス」 - dekkai arisu               | 7 novembre 1983   |         |
| 6  | l'uovo sul muro 「ハンプティダンプティ」 - hanputeidanputei                 | 14 novembre 1983  |         |
| 7  | Il grande cucciolo 「大きな仔犬」 - ooki na koinu                           | 21 novembre 1983  |         |
| 8  | La foresta senza nomi 「名なしの森」 - mei nashino mori                     | 28 novembre 1983  |         |
| 9  | I corvi pirati 「カラスの海賊」 - karasu no kaizoku                         | 5 dicembre 1983   |         |
| 10 | I consigli del bruco blu 「キャタピラの忠告」 - kyatapira no chūkoku        | 12 dicembre 1983  |         |
| 11 | Dov'è l'uovo della colomba? 「ノッポのアリス」 - noppo no arisu             | 19 dicembre 1983  |         |
| 12 | Il maialino e il pepe 「びっくりベイビー」 - bikkuri beibi                  | 26 dicembre 1983  |         |
| 13 | Pinco Panco e Panco Pinco 「泣きむしまがい亀」 - naki mushimagai kame       | - non trasmesso - |         |
| 14 | Il leone e l'unicorno 「ディーとダムの大決闘」 - dei to damu no dai kettō   | 9 gennaio 1984    |         |
| 15 | La Festa della Regina di Cuori 「ライオンVSユニコーン」 - raion VS yunikon  | 16 gennaio 1984   |         |
| 16 | Il gatto ghignante 「クイーンのクローケー大会」 - kuin no kuroke taikai     | 23 gennaio 1984   |         |
| 17 | La liberazione delle ostriche 「チェシャキャット」 - chieshakyatto          | 30 gennaio 1984   |         |
| 18 | La quadriglia delle aragoste 「カキたちの大脱走」 - kaki tachino daidassō   | 6 febbraio 1984   |         |
| 19 | Un tè coi matti 「エビのカドリール」 - ebi no kadoriru                      | 13 febbraio 1984  |         |
| 20 | Viva il circo 「おかしなティーパーティ」 - okashina teipatei                | 20 febbraio 1984  |         |
| 21 | Chi ha rubato le tortine? 「すてきなサーカスランド」 - sutekina sakasurando | 27 febbraio 1984  |         |
| 22 | Zuppa di tartaruga 「くいしんぼうジャック」 - kuishinbō jakku               | 5 marzo 1984      |         |
| 23 | La regina è al verde 「さか立ち大行進」 - saka tachi daikōshin              | 12 marzo 1984     |         |
| 24 | Benny Bunny è scomparso 「消えたベニー」 - kie ta beni                      | 19 marzo 1984     |         |
| 25 | Il segreto della foresta 「グリーンランドの秘密」 - gurinrando no himitsu   | - non trasmesso - |         |
| 26 | Alice e gli specchi 「鏡のアリスと鏡」 - kagami no arisu to kagami          | 26 marzo 1984     |         |
| 27 | La gita della Regina di Cuori                                               | 2 aprile 1984     |         |
| 28 | Il timido anatroccolo                                                       | 9 aprile 1984     |         |
| 29 | Giornata di pulizie                                                         | 16 aprile 1984    |         |
| 30 | La pecora dei sogni                                                         | 23 aprile 1984    |         |
| 31 | I gemelli Dawson                                                            | 30 aprile 1984    |         |
| 32 | Il coniglio bianco se ne va                                                 | 7 maggio 1984     |         |
| 33 | Uno strano viaggio in treno                                                 | 14 maggio 1984    |         |
| 34 | Benny Bunny e gli avvitopi                                                  | 21 maggio 1984    |         |
| 35 | Alice e il tempo                                                            | 28 maggio 1984    |         |
| 36 | I canguri arrabbiati                                                        | 4 giugno 1984     |         |
| 37 | Viaggio nel pallone                                                         | 11 giugno 1984    |         |
| 38 | Il paese delle nuvole                                                       | 18 giugno 1984    |         |
| 39 | Humpty Dumpty è triste                                                      | 25 giugno 1984    |         |
| 40 | Il piccolo suonatore di flauto                                              | 2 luglio 1984     |         |
| 41 | Alice e i mielefanti                                                        | 9 luglio 1984     |         |
| 42 | Little Bill si innamora                                                     | 16 luglio 1984    |         |
| 43 | La perla della sapienza                                                     | 23 luglio 1984    |         |
| 44 | Un coniglietto tuttofare                                                    | 30 luglio 1984    |         |
| 45 | La foto di gruppo                                                           | 6 agosto 1984     |         |
| 46 | Il filtro d'amore                                                           | 13 agosto 1984    |         |
| 47 | La fata della luce                                                          | 20 agosto 1984    |         |
| 48 | Le caramelle colorate                                                       | 27 agosto 1984    |         |
| 49 | Il non-compleanno                                                           | 3 settembre 1984  |         |
| 50 | La scimmietta Giurpi                                                        | 10 settembre 1984 |         |
| 51 | Il torneo cavalleresco                                                      | 17 settembre 1984 |         |
| 52 | La regina Alice                                                             | 24 settembre 1984 |         |